# Hercostomus brevis
Hercostomus brevis är en tvåvingeart som beskrevs av Yang 1997. Hercostomus brevis ingår i släktet Hercostomus och familjen styltflugor. Inga underarter finns listade i Catalogue of Life.